# Рьою Кобаяши
Рьою Кобаяши (на японски: 小林 陵侑) е японски състезател по ски скокове. През 2019 г. става едва третият в историята победител в Турнира на четирите шанци, който печели и четирите състезания след Свен Ханавалд (2002) и Камил Стох (2018).

## Биография
Рьою е роден на 8 ноември 1996 в Хачимантай, префектура Ивате, Япония. Започва да кара ски на петгодишна възраст а със ски скокове се занимава от първи клас следвайки по-големия си брат Джунширо Кобаяши който също се състезава за националния отбор на Япония. Има още един брат – Юка Кобаяши.
Дебютът му в състезанията за Световната купа е на 23 януари 2016 в Закопане, Полша в отборното състезание, заемайки 8-о място. Там печели първите си точки в индивидуално състезание за Световната купа на 24 януари когато се класира 7-и.
За пръв път е на подиума на 18 ноември 2018 г. във Висла, Полша. Първата му победа е на следващия етап в Рука, Финландия където печели и двете състезания.
Участва на Зимни олимпийски игри 2018 в Пьонгчан където заема 7-о място в индивидуалните състезания на малката и 10-о на голямата шанца както и 6-о място в отборното състезание. През същата година участва в Световния шампионат по ски полети, където се класира 16-и.
През сезон 2018/2019 доминира в класирането за Световната купа като към януари 2019 има осем първи места.
|  | Тази страница частично или изцяло представлява превод на страницата Ryoyu_Kobayashi и страницата „Кобаяси,_Рёю“ в Уикипедия на английски и руски език. Оригиналните текстове, както и този превод, са защитени от Лиценза „Криейтив Комънс – Признание – Споделяне на споделеното“, а за творби, създадени преди юни 2009 година – от Лиценза за свободна документация на ГНУ. Прегледайте историята на редакциите на оригиналните страници тук и тук, за да видите списъка на техните съавтори. ВАЖНО: Този шаблон се отнася единствено до авторските права върху съдържанието на статията. Добавянето му не отменя изискването да се посочват конкретни източници на твърденията, които да бъдат благонадеждни. |